# Dzień Zmarłych

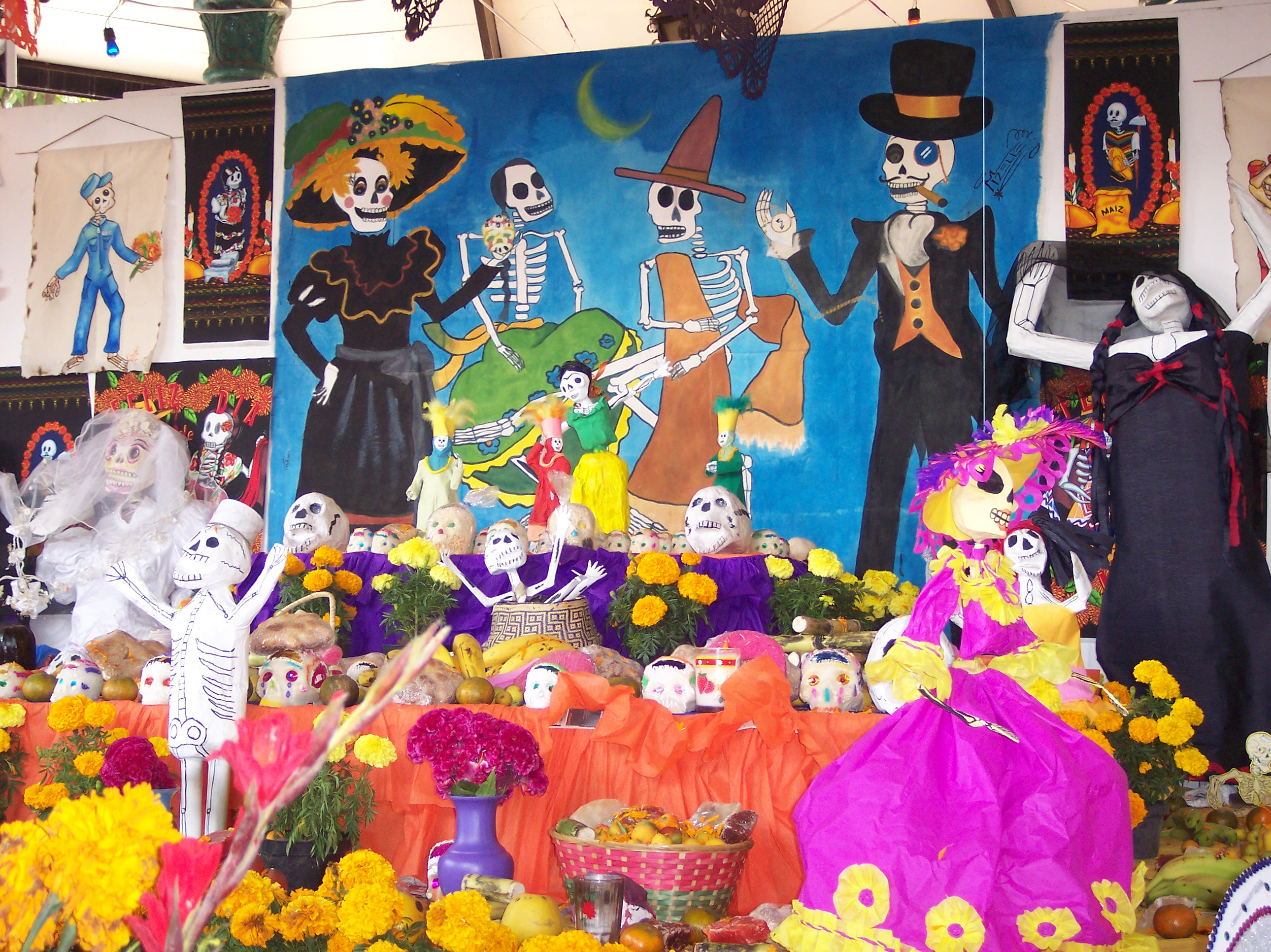
Współczesny wielkomiejski meksykański ołtarz w dzielnicy Xochimilco Meksyku, (2006)

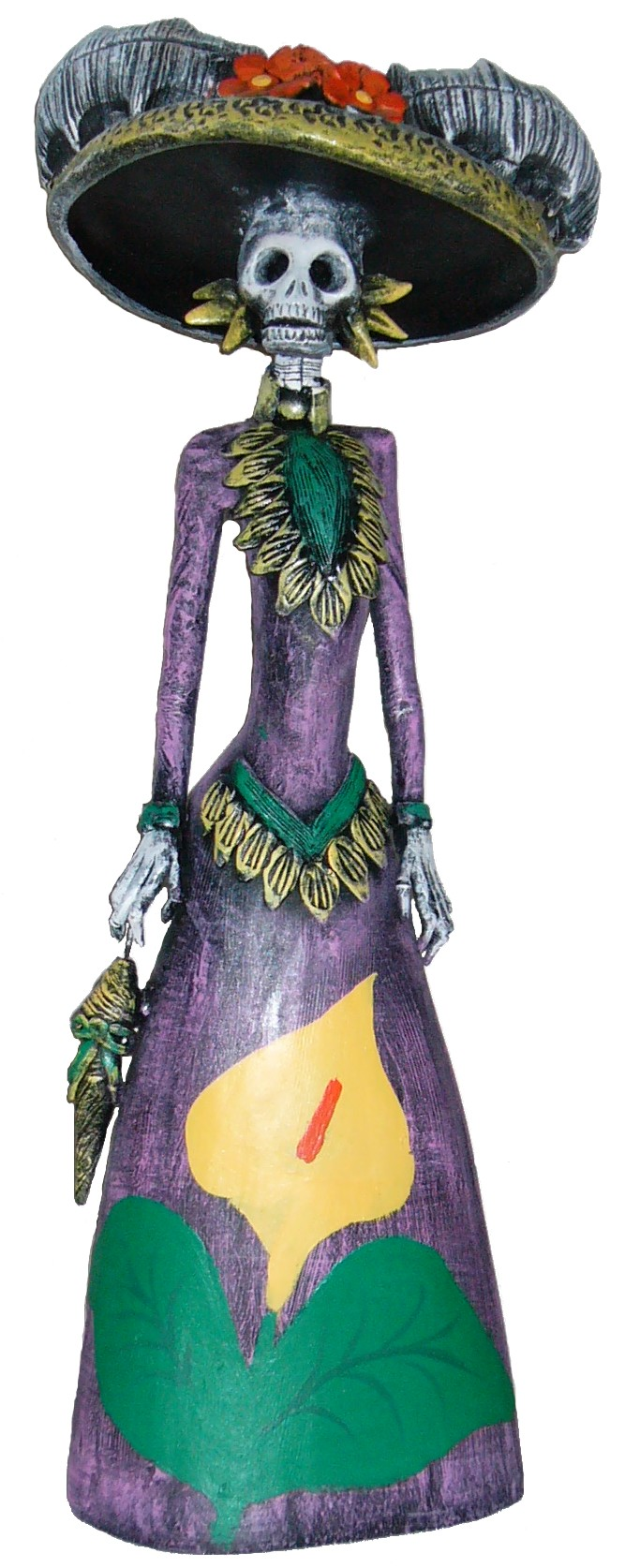
Rzeźba ludowa postaci "la Catrina" wykonana w ramach Dnia Zmarłych w Meksyku (El Día de los Muertos)

Dzień Zmarłych, Día de Muertos (hiszp.) – religijno-etniczne święto meksykańskie, czczące pozagrobowe życie zmarłych i więzy rodzinne. Obchodzone jest w wigilię święta (1 listopada) i 2 listopada w powiązaniu z katolickimi świętami Zaduszek (Día de los Fieles Difuntos) i Wszystkich Świętych (Todos los Santos). Jest obchodzone głównie w Meksyku, lecz zakorzeniło się również w Stanach Zjednoczonych za sprawą meksykańskiej diaspory. Święto obchodzone jest także w różnej formie, nie zawsze tożsamej z obchodami meksykańskimi, w Ameryce Centralnej oraz innych krajach Ameryki Łacińskiej. 
W 2003 roku obchody meksykańskiego Dnia Zmarłych zostały proklamowane arcydziełem ustnego i niematerialnego dziedzictwa ludzkości, a w 2008 roku wpisane na listę niematerialnego dziedzictwa UNESCO.

## Pochodzenie
Wedle wielu historyków, w tym najważniejszej, państwowej instytucji historycznej w Meksyku, Narodowego Instytutu Antropologii i Historii (Instituto Nacional de Antropología e Historia, INAH), wbrew popularnej nawet w samym Meksyku opinii o przedhiszpańskim rodowodzie święta, współczesne meksykańskie obchody Día de Muertos mają głównie korzenie europejskie. 
Poszczególne zwyczaje charakterystyczne dla dzisiejszych obchodów Dnia Zmarłych w Meksyku (tj. przekonanie o powrocie dusz do świata żywych podczas święta, pozostawianie posiłków dla zmarłych, czuwanie na cmentarzach, charakterystyczne słodycze sprzedawane z tej okazji, w tym te w kształcie ludzkich kości itp.) były lub są elementami tradycji hiszpańskiej oraz szerzej europejskiej (por. Dziady, słodycze sprzedawane pod cmentarzami w dzień Wszystkich Świętych: pańska skórka, miodek turecki, szczypka).
Uroczystości 1 i 2 listopada pojawiły się w Meksyku w XVI wieku, tuż po podboju hiszpańskim, i były obchodzone w pierwszych kościołach założonych przez franciszkanów w Texcoco, Tlaxcali czy w mieście Meksyk.  Obchody, podobnie jak inne święta katolickie, zostały narzucone rdzennym społecznościom przez katolickich misjonarzy, którzy w swoich kronikach podkreślają niezwykłą reakcję na nowe święto wśród rdzennej ludności, która pomimo materialnego ubóstwa wykazywała się głębią religijną utożsamianą przez misjonarzy z gorliwością pierwszych chrześcijan. 
Badacze podkreślają, że praktyki związane z kultem przodków wśród społeczności przedhiszpańskich z terenów dzisiejszego Meksyku pozostają dzisiaj „niemal zupełnie nieznane”, mają też one głównie charakter znaleziskowy, archeologiczny i ciężko mówić o ciągłości tradycji do czasów współczesnych. Antropolodzy dopuszczają jednak wersję o rdzennych, ludowych naleciałościach, które czyniłyby z obchodów Día de Muertos tradycję w pewnym stopniu synkretyczną, szczególnie biorąc pod uwagę tradycje lokalne – w poszczególnych regionach, a nawet miejscowościach i wsiach obchody potrafią się różnić o elementy miejscowe, głównie właśnie ludowe. Podkreślają jednocześnie, że udział tradycji nieeuropejskich jest zazwyczaj jednak mniejszościowy (Orlando Casares Contreras z INAH mówi, że Día de Muertos to w 80-90% święto pochodzenia europejskiego).
W czasach kolonii święto uchodziło za w pełni katolickie, teza o przedhiszpańskich korzeniach pojawiła się dopiero w XX wieku. Świadomie rozpowszechniania przez polityków, głównie w latach 20. i 30. XX wieku, była częścią nacjonalistycznej propagandy, która starała się podkreślać unikalność kultury Meksyku: odcinać od tradycji europejskiej i czasów kolonii, a podkreślać spadek po kulturach przedhiszpańskich.

## Tradycja przedhiszpańska
Kult przodków na ziemiach dzisiejszego Meksyku ma co najmniej 3000 lat. Meszikowie (Aztekowie) oddawali im cześć podczas 9. miesiąca kalendarza słonecznego Xiuhpohualli – miesiąca zwanego Tlaxochimaco (narodziny kwiatów), wypadając na początek sierpnia. Festiwal był w gestii bogini Mictecacíhuatl, żony boga Mictlantecuhtli, Władcy Krainy Zmarłych, znanej jako "Królowa Śmierci". Obchody skupiały się, podobnie jak i dziś, na czci dzieci i drogich bliskich, którzy odeszli. W epoce prekolumbijskiej nagminnie kolekcjonowano tu czaszki jako trofea wojenne i wystawiano je na pokaz podczas rytuałów symbolizujących życie i śmierć (tzw. tzompantli).

## Czaszeczki (Calaveritas)
Znane również pod mianem "rymowanek" (rimas), są to krótkie (zazwyczaj czterowierszowe) satyryczne skecze o ludzkich czaszkach, lub ryciny (litografie) czaszek, wykwintnie poprzebieranych ludzkich szkieletów, itp. Chodzi tu o:
- Rimas (rymowanki) – nazywane także "czaszkami", są to specyficzne wiersze, w których personifikacja śmierci szydzi sobie z charakterystycznych lub wyolbrzymionych cech ludzi obecnie żyjących. Przyjęło się żartować w ten sposób z ludzi u władzy, polityków, itd. Śmierć nabiera osobowość czy karykaturę danej żyjącej osoby i prawi rymowanki zza grobu (czyli już pośmiertnie).
- Litografie, przeważnie rylca José Guadelupe Posady, mimo że niewykonane specjalnie z okazji Dnia Zmarłych, jednak tradycyjnie są kojarzone z tym świętem, z uwagi na cechujące je aluzje do personifikacji śmierci.

## Symbolika

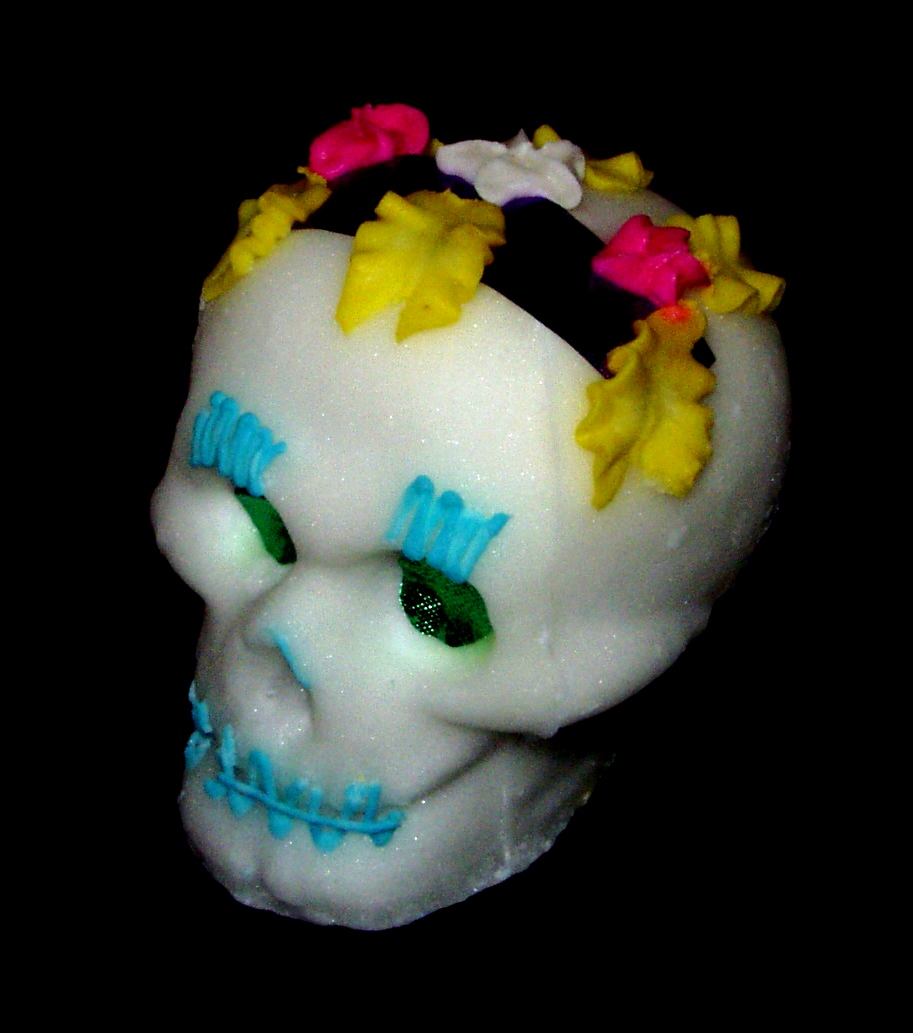
Czaszka z cukru, przyprawiona czekoladą i szarłatem wyniosłym

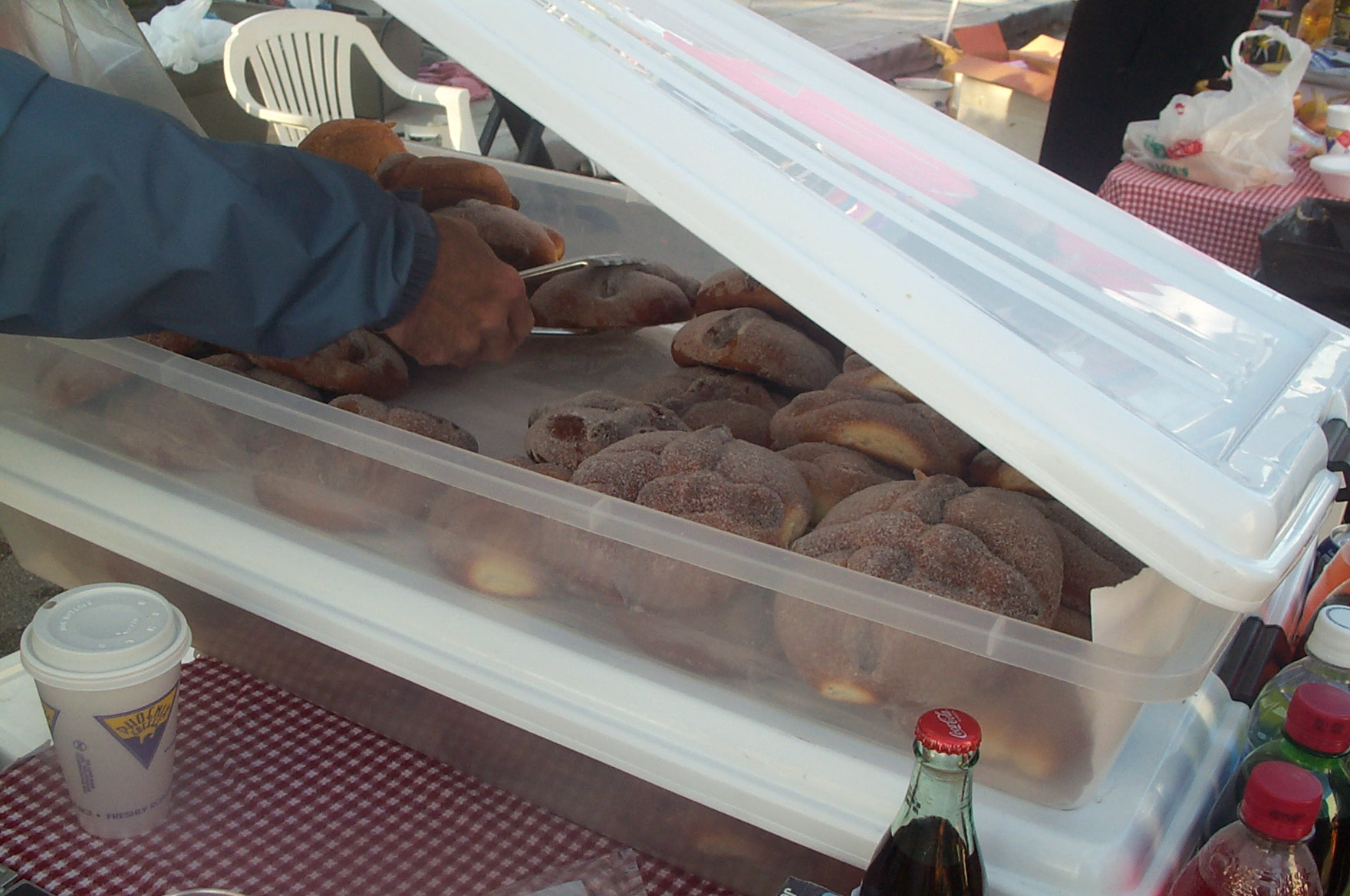
Chleb zmarłych (pan de muerto)

- Ludzkie czaszki zrobione z cukru (calaveras de dulce), często doprawione tequillą, czekoladą czy szarłatem wyniosłym (amarantusem), opatrzone imionami zmarłych (jak i czasami imionami osób nadal żyjących, jako niewinny dowcip w istocie nieobrażający takiego "zmarłego"). Są spożywane przez rodzinę i przyjaciół.
- Chleb zmarłych (pan de muerto) jest specjalnym wypiekiem ze słodkiego ciasta z jajkiem, o przeróżnym kształcie, od prostych, zaokrąglonych bułek do czaszkopodobnych, poprzez figurki zajączków z piszczelami, pokrytych lukrem.
- Kwiaty. Podczas 1 i 2 listopada, rodziny zazwyczaj doprowadzają do porządku i dekorują kwiatami groby bliskich wymyślnymi wieńcami z róż, słoneczników, jak i innymi kwiatami. Lecz najważniejszym jest tu rodzima meksykańska aksamitka wzniesiona (cempaxóchitl, cempasúchil lub cempazúchil – Tagetes erecta, turek), hodowana przez prekolumbijskich Azteków, zwana w Meksyku Kwiatem Zmarłych (Flor de Muertos). Nazwa cempaxóchitl jest stosowaną hiszpańską transkrypcją nazwy kwiatu w języku nahuatl, a zempoalxochitl – transkrypcją angielską, dosłownie: "dwadzieścia kwiatów". Aksamitce tej przypisuje się moc wzywania i prowadzenia dusz osób zmarłych do ołtarzy ku ich czci. Niemal wszystkie groby są odwiedzane podczas tego święta.
- Ołtarze ku czci zmarłych i pielgrzymki cmentarne. Według tradycji dusze dzieci powracają na cmentarze podczas odwiedzin wykonanych przez ich rodziny pierwszego listopada, a dusze dorosłych – drugiego. W przypadku niemożności złożenia odwiedzin u grobu, z powodu jego braku, czy z powodu przemieszczenia się rodziny z dala od rodzinnego cmentarza, wznosi się ołtarze w domach o specyficznym i detalicznym składzie rytualnych ofiar (ofrenda, w liczbie mnogiej ofrendas). Są to m.in. przygotowane potrawy, chleb zmarłych, szklanki z wodą; a dla dusz dorosłych zmarłych – butelki z mezcalem, tequilą, pulque czy atole (gorącym napojem opartym na skrobi kukurydzianej, często czekoladowym), cygara; natomiast, dla dusz dzieci – nawet zabawki. Zestaw ofrendas jest umieszczany przy portretach zmarłych, otoczonych zapalonymi woskowymi świeczkami zwanymi veladora (w liczbie mnogiej veladoras).

## Wesołość
W tradycji meksykańskiej, Dzień Zmarłych jest radosną okazją, bowiem zmarli nadal egzystują, a ich dusze, wywołane i naprowadzone pąkami aksamitek, współucztują, ciesząc się w towarzystwie swoich świętujących rodzin.

## W kulturze
Día de Muertos jest motywem przedstawionym w filmie animowanym z 2017 roku produkcji Pixara pod tytułem Coco. Podczas meksykańskiego Dnia Zmarłych rozgrywa się także akcja animacji Księga życia (2014) oraz Salma w krainie dusz (2019). 
Dzień Zmarłych oraz jego symbolika jest też motywem przewodnim gry Grim Fandango.